# Vojenská diktatura v Chile
Vojenská diktatura v Chile (španělsky dictadura militar de Chile) byla autoritativní vojenská vláda v Chile mezi lety 1973–1990. Diktatura vznikla po svržení demokraticky zvolené vlády prezidenta Salvadora Allendeho během státního převratu realizovaného. Někteří tvrdí, že se v převratu angažovala CIA 11. září 1973, předkládané důkazy ale přímou účast CIA nepotvrzují, pouze její zapojení do předchozího politického boje (např.). Další zdroje přímou účast CIA na převratu popírají, a to včetně přímého přepisu telefonního hovoru mezi Henry Kissingerem a Richardem Nixonem.
Výsledkem převratu bylo nastolení vojenské junty vedené generálem Augustem Pinochetem. Tu americká vláda skrze své tajné služby finančně podporovala i po převratu až do roku 1979.

## Pozadí

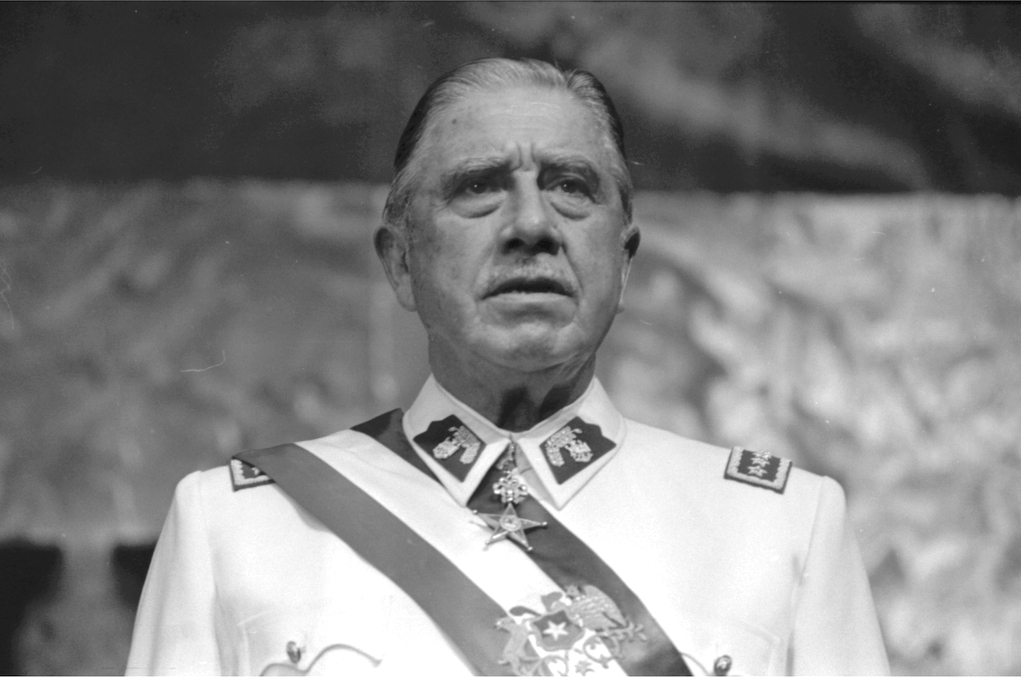
Augusto Pinochet

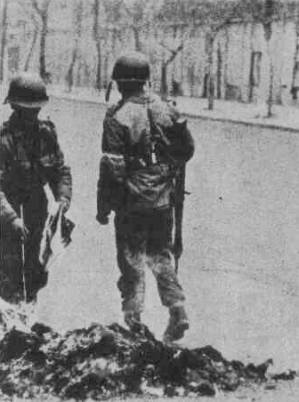
Pálení marxistických a dalších levicových knih po převratu 1973

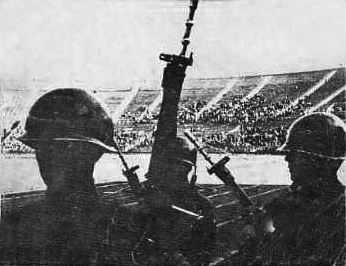
Stadion, který po převratu sloužil ke koncentraci politických oponentů

Pinochet se ujal vlády okamžitě po státním převratu roku 1973. Přestože ještě několik měsíců před ním Pinochet sám odmítal snahy o ozbrojené svržení vlády, nakonec se stal jeho řídícím představitelem. Státní převrat byl obhajován údajným ohrožením demokracie a zhroucením ekonomiky. Pinochet diktaturu označoval za nutnou, vzhledem k údajným násilným snahám levice o destabilizaci země. Státní zřízení chtěl poté dle vlastních slov směřovat zpět k demokracii, poté co by pominulo nebezpečí levicové diktatury, které viděl v Sovětském svazu a Kubě.

## Porušování lidských práv

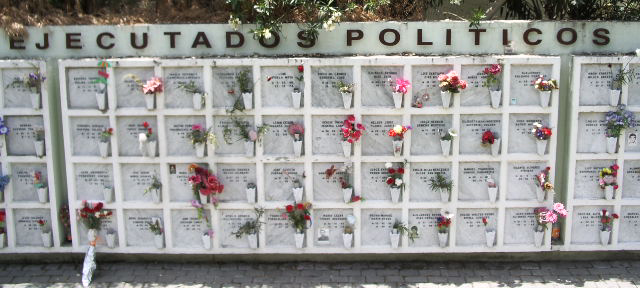
Hroby některých zavražděných členů opozice

Režim se vyznačoval systematickým potlačováním odborů politických stran a pronásledováním levicové opozice. Souhrnná zpráva tzv. Rettigovy komise, vytvořené z Pinochetových odpůrců i stoupenců pod oficiálním názvem Národní komise pravdy a usmíření, z roku 1990 uvádí počet 2 279 obětí (146 osob odsouzeno válečným tribunálem k trestu smrti, 131 osob zemřelo během střetů při demonstracích, 101 osob zastřeleno při pokusech o útěk, 39 osob zemřelo během přestřelky, 90 osob zabito soukromými osobami, 815 dalších úmrtí a 957 zmizelých), následná vyšetřování komisí zřízených prezidentem Ricardem Lagosem i jeho nástupkyní Michelle Bacheletovou odhalila v letech 2004 a 2011 další případy. Celkový počet obětí perzekuce uznaný v roce 2011 vládou prezidenta Sebastiána Piñery činí 40 018 osob, z toho 3 065 zabitých nebo násilně zmizelých. Skrze tajnou policii DINA došlo k mučení tisíců vězňů a více než 200 000 Chilanů bylo donuceno odejít do exilu.

## Ekonomické reformy
Pinochetova junta v zemi učinila řadu razantních ekonomických reforem. Samotná chilská ekonomika stagnovala ještě několik měsíců po převratu, aniž by měla junta kapacity si se vzniklou situací poradit. Pinochet proto oslovil tým chilských ekonomů vzdělaných na amerických univerzitách (známým jako chicagští chlapci), kteří dva roky po převratu v zemi zrealizovali řadu laissez-faire, volnotržních, neoliberálních a fiskálně konzervativních reforem, které stály v přímém kontrastu k Allendeho levicové politice.
Ekonomický vývoj v Chile za vlády Augusto Pinocheta lze rozdělit do dvou období. První období mezi lety 1975 a 1982 provázela implementace většiny změn. Chile na konci tohoto období skončilo v mezinárodní dluhové krizi doprovázené krizí ekonomickou. Nezaměstnanost v té době dosahovala 33 % a velká část bankovního sektoru bankrotovala. Druhé období bylo provázeno novými ekonomickými reformami, díky nimž se chilská ekonomika dokázala opět stabilizovat. Pinochet v rámci nich upustil od rad chicagských chlapců a částečně přehodnotil svou volnotržní politiku, kdy nechal během krize znárodnit řadu průmyslových a finančních odvětví, která byla již dříve znárodněna za vlády Salvadora Allendeho. Chile se po rozsáhlé krizi vrátilo zpět k politice volného trhu a privatizace a stalo se nejrychleji rostoucí ekonomikou v Jižní Americe.

### 1975–1981
Po Allendeho znárodnění měděných dolů zůstaly i za Pinochetovy vlády doly ve vlastnictví státu, naleziště nových přírodních zdrojů však byla otevřena soukromým investorům. Podíl soukromého kapitálu v zemi narůstal. V rámci vlny neoliberálních reforem byl zprivatizován chilský penzijní systém, zdravotnictví a vysoké školství. Junta v počátcích 80. let prosadila fixaci směnných kurzů, což na jedné straně vedlo k významnému nárůstu importu, ale razantnímu propadu domácí produkce, což byl ruku v ruce s celosvětovou recesí jeden z hlavních důvodů ke vzniku rozsáhlé ekonomické krize. HDP klesl o 14 % a nezaměstnanost dosahovala 33 %. To v zemi vyvolalo masové protesty, které usilovaly o pád režimu a které byly aktivně potlačeny.

### 1982–1983
V letech 1982 a 1983 bylo Chile svědkem řady ekonomických krizí provázených nárůstem nezaměstnanosti a rozpadem finančního sektoru – až 16 z 50 finančních institucí čelilo bankrotu. Vláda se proto v roce 1982 rozhodla znárodnit dvě největší banky, aby předešla ještě většímu zhoršení krize. V roce 1983 pak bylo znárodněno dalších pět bank a dvěma musel být udělen přímý dohled státu. Centrální banka převzala zahraniční dluh. Krize využili kritici chicagských chlapců, kteří jejich předchozí reformy označili za „chicagskou cestu k socialismu“.

### 1984–1990
Po ekonomické krizi se ministrem financí stal Hernán Büchi, který realizoval částečný návrat k politice volného trhu. Zrušil fixaci směnných kurzů a řadu bankovních regulací, snížil korporátní a další daně a reprivatizoval banky a některé podniky, které vláda během finanční krize znárodnila. Chilský HDP mezi lety 1984–1999 soustavně rostl v průměru o 5,9 %, nejvíce na kontinentu, a Chile si vybudovalo dobrou exportní ekonomiku.

### Podpora a hodnocení
Ekonomická politika Chile si získala řadu příznivců zejména z pravicové části spektra. Milton Friedman ještě počátkem roku 1982 psal v souvislosti s reformami chicagských chlapců o „chilském zázraku“, s příchodem krize později téhož roku se však k tamní monetární politice vyjadřoval skromněji, leč ne negativně. Britská ministerská předsedkyně Margaret Thatcherová, která byla s Pinochetem v úzkém kontaktu, jej oceňovala za vybudování „prosperující volnotržní ekonomiky“, přičemž bagatelizovala jeho porušování lidských práv jakožto „snahy mezinárodně organizované levice jak se pomstít“.

### Sociální dopady
Ekonomická politika prosazovaná chicagskými chlapci a implementovaná juntou ve svých počátcích přinesla propad ekonomických ukazatelů pro chudší vrstvy obyvatelstva a naopak růst pro střední třídu, na kterou se politika junty soustředila. Mezi lety 1970 a 1989 docházelo ke škrtům ve veřejných službách a mzdy poklesly o 8 %. Armádní rozpočet naopak mezi lety 1974 a 1979 narostl o 120 %. V průběhu let se snížila dětská úmrtnost a prodloužil věk dožití, což podle podporovatelů junty souviselo se zlepšením zdravotní péče. Podle kritiků naopak v zemi výrazně vzrostla chudoba a nerovnosti.
Junta v rámci své politiky cílila na střední a vyšší třídu, domácí firmy a zahraniční korporace. Oligarchie získala zpět většinu průmyslových a zemědělských holdingů, které Allende vyvlastnil v rámci rozsáhlé pozemkové reformy. Zprivatizovány byly i podniky nadnárodních firem jako ITT Inc., Dow Chemical nebo Firestone Tire and Rubber Company. Kritiky podle toho narostla ekonomická a národní závislost Chile na Spojených státech, se kterou Allendeho vláda bojovala.

## Konec junty a její hodnocení
V roce 1978 se v Chile konalo referendum, které Pinochet vyhlásil potom, co byl OSN obviněn z porušování lidských práv. V referendu se 78,6 % voličů vyslovilo pro pokračování Pinochetovy vlády a současné směřování země. Možnost „ano“ byla označena chilskou vlajkou, zatímco možnost „ne“ vlajkou černou. Plebiscitu předcházely represe opozice a kritiků Pinochetova režimu.
V referendu roku 1980 souhlasilo 67 % voličů se změnou ústavy, která nahrazovala tu z roku 1925. Opozice referendum označila za zmanipulované. Nová ústava nařizovala další prezidentské referendum s jedním kandidátem v roce 1988, kterým byl juntou později zvolen Pinochet.
Ve zmíněném referendu roku 1988 se 44 % lidí vyslovilo pro pokračování jeho vlády, 56 % bylo proti. Nové prezidentské volby se konaly v prosinci 1989. Nově zvolený prezident Patricio Aylwin převzal od Pinocheta moc v roce 1990, nicméně ten zůstal na svém postu vrchního velitele armády až do roku 1998, kdy získal doživotně křeslo v chilském senátu, což mu zajišťoval ústavní dodatek z roku 1980. Pinochetův nástupce Patricio Aylwin ponechal v platnosti většinu hospodářských opatření Pinochetovy vlády.
V roce 2020 se 78 % voličů vyslovilo pro přepsání Pinochetovy ústavy.
Podpora Pinochetova režimu soustavně klesá. Zatímco těsně po jeho pádu jej za „dobrý“ považovalo 24 % lidí, v roce 2013 to bylo jen 7 % lidí. Za diktátora jej v témže roce označilo 76 % dotázaných, což je o deset procent více než v roce 2009.

## Odkaz v kultuře
O Pinochetově režimu a jím podporované Colonii Dignidad vypráví historicko-romantický thriller Kolonie (2015). O manipulacích a vládních taktikách během referenda v roce 1988 pojednává film No (2012), mj. nominovaný na Oscara za nejlepší cizojazyčný film.